# Brinckochrysa beninensis
Brinckochrysa beninensis är en insektsart som beskrevs av Hölzel och Duelli 1994. Brinckochrysa beninensis ingår i släktet Brinckochrysa och familjen guldögonsländor. Inga underarter finns listade i Catalogue of Life.